# Дайга Миериня
Дайга Миериня (на латвийски: Daiga Mieriņa) е латвийска политичка, заместник-председателка на партия „Селски съюз на Латвия“, която е част от политическата коалиция „Съюз на зелените и селяните“. Тя е председателка на Сейма на Латвия от 20 септември 2023 г. и депутатка в Сейма на Латвия от 1 ноември 2022 г. Била е председателка на съвета (кмет) на Църникавския край (2009 – 2015, 2016 – 2021), съветничка от думата на Църникавския (2001 – 2021) и Адажския край (от 2021 г.).

## Биография
Родена е на 3 март 1969 г. в град Рига, Латвийска ССР, СССР. През 1995 г. завършва Латвийския селскостопански университет. През 2009 г. получава магистърска степен по управление на качеството от Рижския технически университет.

## Политическа дейност
На местните избори през 2001 г. е избрана за съветник в думата на Църниковския край. На следващите избори през 2005 г. е преизбрана, от листата на „Народната партия“. На местните избори през 2009 г. е преизбрана, от общата листа на коалиция „Съюза на зелените и селяните“, „Новото време“ и „Всичко за Латвия!“. Избрана е за председател на градския съвет (кмет). На местните избори през 2013 г. е отново преизбрана, от листата на „Селски съюз на Латвия“, и отново е избрана за председател на градския съвет (кмет). През 2015 г. тя подава оставка, а нейният пост е зает от съветничката от „Латвийското обединение на регионите“ Имантс Кръстиньш. През 2016 г. тя отново става председател на градския съвет (кмет), преизбрана е на местните избори през 2017 г. от листата на „Селския съюз на Латвия“. Става председател на Съвета за развитие на района за планиране на Рига.
С административно-териториалната реформа от 2021 г. Църникавският край е включен в Адажския край. На местните избори през 2021 г. тя е избрана за съветничка от Адажския край.
На парламентарните избори през 2022 г. тя е избрана за депутат в Сейма на Латвия, от листата на коалиция „Съюз на зелените и селяните“. Заема поста председател на Комисията по държавна администрация и самоуправление на Сейма и става член на Комисията по устойчиво развитие на Сейма.
На 20 септември 2023 г. тя е избрана за нов председател на Сейма. Едвардс Смилтен е отзован от позицията си на председател, тъй като „Обединен списък“ премина в опозиция. Според коалиционното споразумение постът е трябвало да отиде при кандидата на „Съюза на зелените и селяните“, той кандидатира Гунар Кутрис, а втори кандидат е Марис Спринджукс от „Съвместна листа“, но и двамата кандидати не получават подкрепа. В същия ден са свикани нови избори за председател на Сейма, с нови кандидати. За Алексей Росликов от „Стабилност!” гласуват 9 депутати, а за Дайга Миериня – 55 депутати.